# Leonardo Dolfin
Leonardo Dolfin (Venezia, 1353 o 1354 – Creta, inizio del 1415) è stato un patriarca cattolico italiano.

## Biografia
Figlio di Marco Dolfin "di San Pantalon" e di Andreola Grimani, fu avviato alla carriera ecclesiastica sin dalla giovane età. Nel 1373 il padre, poco prima di morire, lo invitò a rinunciare alla sua parte di eredità a favore dei fratelli, probabilmente perché la famiglia si trovava in difficoltà finanziarie.
L'11 giugno 1381, essendo cantore della chiesa di Modone e studente di diritto canonico, si candidò alla guida della diocesi di Equilio allora retta da Pietro Natali, vescovo inviso al governo della Serenissima per la sua condotta scandalosa. Il Senato veneziano lo propose al papa ma questi lo respinse, non volendo sostituire il Natali.
A questa seguirono numerose altre candidature a sedi episcopali. Finalmente, giunto terzo nella proba per la diocesi di Cittanova dell'Estuario (27 marzo 1382), venne confermato vescovo da papa Urbano VI (nel 1386, tuttavia, l'antipapa Clemente VII assegnò la stessa cattedra a Giacomo Bustini). Successivamente, nel 1386, si propose al patriarcato di Grado.
Divenuto frattanto decretorum doctor e avendo raggiunto una certa fama, il 26 marzo 1387 uscì vincente dalla proba per l'arcidiocesi di Creta, venendo nominato il successivo 7 maggio. Il suo operato fu apprezzato dal governo veneziano, tanto che nel 1390 il Senato scrisse al pontefice in suo favore.
Il 24 marzo 1392, morto il vescovo Francesco Falier, si candidò alla diocesi di Castello. Raggiunse i primi posti e il 21 ottobre papa Bonifacio IX lo nominò vescovo.
Si impegnò alacremente nell'attività pastorale. Già il 5 maggio 1393 convocava un sinodo diocesano al quale riunì tutto il clero regolare e secolare della sua giurisdizione. Nel 1398 vietò il culto per un prete Giovanni le cui reliquie, considerate miracolose, si veneravano nella chiesa di San Giovanni decollato; il provvedimento ebbe delle conseguenze visto che provocò un ricorso a Roma e l'arbitrariato di Francesco Bembo, primicerio di San Marco (il quale riammise il culto nel 1404, quando subentrò al Dolfin sulla cattedra di Castello). Nel 1401 si rese sostenitore del Terzo Ordine Domenicano, da poco insediatosi a Venezia.
A partire dal settembre 1400 l'atteggiamento del Dolfin, da sempre allineato alla politica del governo veneziano, cominciò a mutare. Gli attriti si fecero palesi nel maggio successivo: la causa scatenante fu il sostegno del vescovo dato a uno straniero che rivendicava la commenda della parrocchia di San Pantalon. La vicenda, apparentemente di poco conto, va interpretata come un'adesione alla politica papale in fatto di benefici e ne scaturirono una serie di deliberazioni contro di lui in Senato (molte delle quali, invero, non passarono o furono approvate con maggioranza minima). Il Dolfin, dal canto suo, minacciava di scomunicare quanti lo osteggiavano e alla fine decise di non partecipare allo sposalizio del mare che lo avrebbe visto accanto al doge.
Il successivo 3 giugno fu invitato a ricevere il doge per essere investito dei beni temporali da lui detenuti in quanto vescovo di Castello. Era evidentemente un modo per ribadire la subordinazione del Dolfin al doge almeno in quel campo. Il presule, tuttavia, rifiutò con decisione di prendere parte al cerimoniale e alla fine, tramite le manovre dei suoi avversari, venne rimosso dalla sede con il pretesto di una promozione: il 14 giugno, infatti, venne creato patriarca titolare di Alessandria e il 13 luglio fu chiamato a presentarsi presso la Curia romana accusato di inettitudine e negligenza. Dopo aver inutilmente tentato di difendersi, il 27 luglio fu definitivamente sostituito da Francesco Bembo nella carica di vescovo di Castello.
Nello stesso giorno fu nominato amministratore apostolico di Cittanova d'Istria. Pochi mesi dopo gli venne assegnato priorato di San Salvador, in modo che il priore Giovanni Bon assumesse la guida della sede istriana, ma di fronte all'opposizione di quest'ultimo e del Senato, e nonostante le rivendicazioni di fra' Giovanni da Trieste cui era stata assegnata nel 1400, fu rimandato a Cittanova.
Negli anni successivi continuò a presentarsi alle probae: nel 1405 si candidò alla diocesi di Verona, nel 1406 al patriarcato di Grado (vinse l'elezione, ma la sede fu affidata ad altri), quindi alla diocesi di Padova e, nel 1407, all'arcidiocesi di Creta di cui era già stato vescovo. L'anno successivo si presentò nuovamente per la stessa cattedra, forte ora di una raccomandazione del governo al papa: alla fine ottenne l'incarico, ma pare abbia continuato a risiedere a Venezia visto che il 3 febbraio 1409 gli fu consegnata la bolla pontificia con cui si ordinava a tutti gli assegnatari di benefici ecclesiastici di stabilirsi nelle proprie sedi.
Quando la Repubblica si schierò dalla parte dell'antipapa Alessandro V, il Dolfin continuò a sostenere papa Gregorio XII e venne pertanto privato della commenda sulla diocesi di Cittanova d'Istria. Subì quindi pesanti pressioni da parte del Senato perché lasciasse Venezia per stabilirsi a Creta dove alla fine fece ritorno e morì all'inizio del 1415.